# Valdis Dombrovskis
Valdis Dombrovskis (* 5. srpna 1971 Riga) je lotyšský politik, od prosince 2024 evropský komisař pro hospodářství a produktivitu ve druhé komisi von der Leyenové, vykonávající správu ekonomických záležitostí unie a dohlížející na zajištění pokroku digitalizace eura a veřejné výdaje členských států. V Junckerově komisi byl mezi roky 2014–2016 místopředsedou pro euro a sociální dialog a v období 2016–2019 také pro finanční stabilitu, finanční služby a unijní kapitálový trh. V první komisi von der Leyenové zastával v letech 2019–2024 post výkonného místopředsedy odpovědného za hospodářství ve prospěch lidí a jako komisař od roku 2020 odpovídal za obchod po rezignaci irského eurokomisaře Phila Hogana v důsledku aféry golfového večírku.
V období 2002–2004 působil jako ministr financí, mezi roky 2004–2009 byl poslancem Evropského parlamentu a v letech 2009–2014 předseda vlády Lotyšska. 

## Osobní život
Absolvoval Matematicko-fyzikální fakultu Lotyšské univerzity, kde získal magisterský titul ve fyzice (1996). Na Rižské technické univerzitě získal bakalářský titul z ekonomie (1995). Působil jako asistent na Fyzikálním institutu univerzity v Mainzu ve Spolkové republice Německo (1995–1996), v roce 1997 pak v Institutu fyziky pevných látek Lotyšské univerzity, a jako vědecký pracovník na Elektrotechnické fakultě Maryland University v USA (1998). V období 1998–2002 pracoval jako ekonom centrální banky.

## Politická kariéra
Od roku 2002 byl ve vedení nově vzniklé lotyšské politické strany Jaunais laiks (Nová éra). Mezi lety 2002–2004 působil ve funkci ministra financí a zasedal ve finském parlamentu Saeimě. V letech 2003–2004 byl součástí týmu pozorovatelů při Radě Evropské unie.
V roce 2004 byl zvolen poslancem Evropského parlamentu, kde pracuje jako člen tří výborů. Stal se také jedním ze šesti pozorovatelů – členů Evropského parlamentu v rámci mise EU při tožských parlamentních volbách roku 2007.
Dne 26. února 2009 po rezignaci lotyšské vlády Ivarse Godmanise v důsledku světové finanční krize, jej prezident Valdis Zatlers jmenoval novým premiérem. Dne 12. března vyslovil parlament jeho koaliční vládě důvěru. V lednu 2014 podal demisi a v úřadu jej nahradila stávající ministryně zemědělství Laimdota Straujumaová.